# Torrecilla en Cameros
Torrecilla en Cameros település Spanyolországban, La Rioja autonóm közösségben.  Lakosainak száma 458 fő (2024).

## Népesség
A település népessége az elmúlt években az alábbi módon változott:
| Lakosok száma | 553  | 574  | 585  | 534  | 529  | 482  | 482  | 456  | 427  | 458  |
|               | 2001 | 2004 | 2007 | 2009 | 2012 | 2014 | 2017 | 2019 | 2022 | 2024 |